# Sainte-Pience
Sainte-Pience är en kommun i departementet Manche i regionen Normandie i norra Frankrike. Kommunen ligger i kantonen La Haye-Pesnel som tillhör arrondissementet Avranches. År 2013 hade Sainte-Pience 318 invånare.

## Befolkningsutveckling
Antalet invånare i kommunen Sainte-Pience
| Referens: INSEE |